# 西洋かぶれ

西洋かぶれ（せいようかぶれ）とは、自身の所属する文化より西洋文化を良しとして、振る舞いや服装などを西洋文化のそれに似せること、あるいはそのように振る舞う人物を指す蔑称。類義語に外国かぶれがある。より範囲を限定したアメリカかぶれなどの語も存在する。

## 解説
主として日本を含めた東洋で使われる言葉である。夏目漱石の坊つちやんの中の登場人物、赤シャツは西洋かぶれという設定になっている。類義語として、白人の"日本かぶれ"は"Weeaboo"（ウィアブー）と呼ばれる。

## 関連図書
- 『西洋かぶれ』アブダル・ムイス、勁草書房、1982年 ISBN 9784326910373
- 『日本人が世界史と衝突したとき』、増田義郎、弓立社、1997年 ISBN 4-89667-765-X